# Making Babies (film, 2018)
Pour plus de détails, voir Fiche technique et Distribution.
Making Babies est un film américain réalisé par Josh F. Huber, sorti en 2018,.

## Distribution
- Eliza Coupe : Katie Kelly
- Steve Howey : John Kelly
- Ed Begley Jr. : Dr. Remis
- Glenne Headly : Bird
- Bob Stephenson : Gordon
- Elizabeth Rodriguez : Maria
- Jennifer Lafleur : Danica
- Jon Daly : Caesar
- Laird Macintosh : Officier Powers
- Heidi Gardner : Meg
- Eric Normington : Brad
- Pam Cook : Infirmière Virginia
- Ericka Kreutz : Infirmière Bartlett
- Juston Street : Kenny
- Joanie Searle : Peyton
- Julie Wittner : Dr Hope